# سیارک ۴۹۹۹
سیارک ۴۹۹۹ (به انگلیسی: 4999 MPC، نامگذاری:1987CJ) چهار هزار و نهصد و نود و نهمین سیارک کشف شده‌است که در ۲ فوریه ۱۹۸۷ کشف شد.
قدر مطلق سیارک برابر ۱۲٫۰۰ است.